# Natuurreservaat Khosrov
Het Natuurreservaat Khosrov (Armeens: Խոսրովի պետական արգելոց) is een natuurreservaat in Armenië, ook gekend als het Khosrovwoud.
Het reservaat ligt in de provincie Ararat in het zuidwesten van Armenië en zuidoostelijk van de hoofdstad Jerevan, en omvat delen van het Geghama-gebergte. In de Kaukasus is het bekend voor unieke Europese én Aziatische fauna en flora. Het gebied is 29196 ha groot, waarvan 9000 ha bebost en 23878 ha effectief beschermd, en ligt op een hoogte tussen de 1600 en 2300 m boven de zeespiegel.
Het reservaat is opgedeeld in 4 districten: Garni in het noorden; Kakavaberd in het noordoosten; Khosrov in het midden en Khachadzor in het oosten.

## Geschiedenis
Het reservaat is al lang bekend voor de spectaculaire landschappen en rijke geschiedenis. Het is ook het gebied met ongerepte natuur dat het dichtst bij de hoofdstad ligt.
Hoewel het huidig beschermingsbesluit dateert uit 1958 begon de bescherming van natuur en fauna hier al eeuwen geleden. Het reservaat werd gesticht door Khosro III van Armenië - naar wie het reservaat is vernoemd - in de 4e eeuw. Hij beval dat het woud moest beschermd worden in het belang van de naburige stad Artashat, met het doel de bescherming en bevordering van de rijke fauna en flora. Daarnaast beval hij ook de bebossing van hogere berghellingen.
Desondanks werd het gebied ook aangewend als koninklijk jachtgebied en militair oefenterrein. Later werden voor de jacht dieren geïmporteerd uit Iran in het gebied uitgezet. Het was destijds het enige (bos)reservaat in het Romeinse Rijk. In het tijdperk van de Sovjet-Unie werd het  Khosrov bos gereserveerd als bosbouwgebied en later, vanaf 1958 als reservaat, dat toen een omvang had van 148.61km2. Deze aanwijzing had onder meer te maken met de hoge kwaliteit van het water. Sinds 1995 valt het gebied onder het ministerie van natuurbescherming van de Republiek Armenië. In  2012 werd het onderscheiden met het Europees diploma van de Raad van Europa.

## Geologie en klimaat
Het gebied is een bergketen met hoge plateaus en diepe canyons en sporen van tektonische activiteit. Vulkanische afzettingen en stollingsgesteenten dateren uit het Krijt en het Oligoceen. Het klimaat is droog en continentaal, met koud weer en sneeuw in de winter en warm weer in de zomer. De jaarlijkse neerslag varieert van 350 tot 450 mm. De belangrijkste rivieren zijn de Azat en de Vedi waarvan het water  in de zomer gebruikt wordt voor irrigatie. Draslanden zoals meren zijn schaars.

## Landschappen en flora
In het reservaat komen we de volgende landschappen tegen: halfwoestijn, bergsteppe, bos en alpiene weilanden. Er zijn veel bijzondere hooggelegen milieus, zowel weides als rotsachtige gebieden. De flora van het reservaat omvat 1849 soorten, waarvan ruim 80 op de Armeense Rode lijst staan.

## Fauna
De gewervelde fauna omvat  283 soorten, de ongewervelde fauna  meer dan 1500 soorten, waaronder 1427 soorten insecten, 62 soorten weekdieren en 3 soorten schorpioenen. Het reservaat heeft 5 soorten amfibieën, waaronder  groene pad (Bufo viridis), een soort boomkikker (Hyla savignyi) en de Syrische knoflookpad (Pelobates syriacus). Er zijn 9 vissoorten, waaronder de beekforel (Salmo trutta fario), 33 soorten reptielen waaronder een Kaukasische soort hagedis (Darevskia raddei), de Moorse landschildpad (Testudo graeca) en een soort rattenslang (Elaphe hohenackeri).
In het reservaat komt 56 procent van de avifauna in Armenië voor. Onder de 192 vogelsoorten zijn de lammergier (Gypaetus barbatus), aasgier (Neophron percnopterus), vale gier (Gyps fulvus), slechtvalk (Falco peregrinus), nachtzwaluw (Caprimulgus europaeus) en bijeneter (Merops apiaster).
Geschat wordt dat er 41 zoogdieren zijn, waaronder de wolf (Canis lupus), bruine beer (Ursus arctos), de Euraziatische lynx (Lynx lynx), (rode) vos (Vulpes vulpes), das (Meles meles), haas (Lepus europaeus), wezel (Mustela nivalis) en de steenmarter (Martes foina).